# Philippe Schnyder
Philippe Schnyder (Rapperswil, 17 marzo 1978) è un ex ciclista su strada svizzero, professionista dal 2000 al 2008.

## Palmarès

### Strada
- 2003 (Volksbank-Ideal, due vittorie)

Sacrifice Cup
Duo Normand (con Jean Nuttli)

#### Altri successi
- 2002 (Volksbank-Ideal)

Grand Prix Osterhas

## Piazzamenti

### Grandi Giri
- Giro d'Italia

2004: 128º
2005: 149º

### Classiche monumento
- Giro di Lombardia

2006: 76º
2007: ritirato